# نهر المسيسيبي

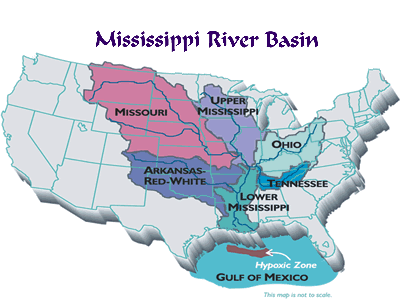
مسار

نهر ميسيسيبي أو مِسِسبي (بالإنجليزية: Mississippi River) هو ثاني أطول نهر وأهم نهر في ثاني أكبر منظومة تصريف في أمريكا الشمالية بعد منظومة تصريف خليج هدسون. من مصدره التاريخي في بحيرة إيتاسكا الواقعة شمالي ولاية مينيسوتا الأمريكية، يتدفق النهر بشكل عام نحو الجنوب على مسافة تبلغ 2340 ميل (3766 كيلومتر) نحو دلتا نهر المسيسيبي في خليج المكسيك. مع العديد من روافده، ينقل حوض نهر المسيسيبي المياه من أجزاء من 32 ولاية أمريكية ومقاطعتين كنديتين بين سلسلة جبال روكي وجبال الأبالاش. يمتد الفرع الرئيسي للنهر بالكامل داخل الولايات المتحدة الأمريكية؛ وتبلغ إجمالي مساحة حوض الصرف 1,151,000 ميل مربع (2,980,000 كيلو متر مربع)، يقع ما نسبته 1% فقط منه في كندا. يحتل نهر المسيسيبي المرتبة الثالثة عشر كأكبر أنهار العالم من حيث كمية المياه التي تتدفق خلاله. يمر نهر المسيسيبي إما على حدود الولايات التالية أو عبرها: مينيسوتا، وويسكونسن، وآيوا، وإلينوي، وميزوري، وكنتاكي، وتينيسي، وأركنساس، ومسيسيبي، ولويزيانا.
عاش الأمريكيون الأصليون على طول نهر المسيسيبي وروافده منذ آلاف السنين. كان معظمهم من الصيادين وجامعي الثمار، إلّا أن بعضهم، كبناة الروابي، شكلوا حضارات زراعية وحضرية مزدهرة. غيّر وصول الأوروبيين إلى القارة الأمريكية في القرن السادس عشر طريقة حياة السكان الأصليين، حيث غامر المستكشفون الأوائل، ومن بعدهم المستوطنون، في الخوض داخل حوض نهر المسيسيبي بصورة متزايدة. كان نهر المسيسيبي حاجزًا طبيعيًّا يفصل بين إسبانيا الجديدة وفرنسا الجديدة، والولايات المتحدة الأمريكية، ثم أصبح شريانًا حيويًا للنقل والتواصل. في القرن التاسع عشر، وخلال ذروة انتشار أيدولوجية القدر المتجلي، شكل نهر المسيسيبي، مع العديد من روافده الغربية أبرزها ميزوري، مسارات لتوسع الولايات المتحدة الأمريكية نحو الغرب.
يعد حوض المسيسيبي، الذي تشكل من ترسبات الطمي الكثيفة الناتجة عن حركة النهر، واحدًا من أكثر المناطق الخصبة في الولايات المتحدة الأمريكية؛ استُخدمت المراكب البخارية في القرن التاسع عشر وأوائل القرن العشرين على نطاق واسع لشحن البضائع الزراعية والصناعية. خلال الحرب الأهلية الأمريكية، كان الاستيلاء على المسيسيبي من قبل قوات الاتحاد منعطفًا نحو النصر بسبب أهميته الاستراتيجية بالنسبة للمجهود الحربي الكونفدرالي. نظرًا للنمو الكبير للمدن وتضاعف حجم السفن والبارجات التي حلت محل القوارب البخارية، شهدت العقود الأولى من القرن العشرين إنشاء أعمال هندسية ضخمة على المسيسيبي، بما في ذلك الحواجز المائية والهويسات والسدود، والتي غالبًا ما كانت تبنى بشكل مشترك أو تكاملي. كان الهدف الأساسي لهذه المنشآت هو منع تدفق مياه الجزء الجنوبي من النهر نحو قناة نهر أتشافالايا وتجاوز مدينة نيو أورلينز بولاية لويزيانا الأمريكية.
منذ القرن العشرين، واجه نهر المسيسيبي مشكلة التلوث ومشاكل بيئية أخرى أبرزها ارتفاع مستويات المغذيات والمواد الكيميائية نتيجة تسرب المخلفات الزراعية التي تعدّ المسبب الرئيسي لظاهرة المنطثة الميتة في خليج المكسيك.

## الاسم والأهمية
كلمة مسيسيبي بالإنجليزية (Mississippi) مشتقة من كلمة Misi zipi الترجمة الفرنسية للاسم الأصلي للنهر، Misi-ziibi، بلغة شعب الأنيشينابه (اللغة الأوجيبوية أو لغى ألغونكوين)، بمعنى النهر العظيم أو النهر الكبير.
في القرن الثامن عشر، مثل النهر الحد الغربي الرئيسي للولايات المتحدة الأمريكية في بداية نشأتها، ومع بداية توسع البلاد نحو الغرب، أصبح النهر يمثل الحدود التي تفصل بين الولايات المتحدة الغربية والمناطق الشرقية والجنوبية والوسطى. تم تمثيل واقع فصل نهر المسيسيبي يبن الولايات الغربية والشرقية في تصميم قوس المدخل في مدينة سانت لويس بولاية ميزوري، وعبارة «عبور المسيسيبي» التي استخدمت في تسمية أحد المعارض العالمية عام 1898.
غالبًا ما يتم تصنيف المعالم الإقليمية تبعًا للنهر، مثل «أعلى قمة شرق نهر المسيسيبي»، أو «أقدم مدينة غربي النهر». تستخدم هيئة الاتصالات الفيدرالية النهر خطًا فاصلًا لإشارات نداء البث، وتعتمد رمز W للإشارات شرقي النهر ورمز K للإشارات غرب. تتداخل الإشارات في أسواق وسائط البث على طول النهر.

## التقسيمات
يمكن تقسيم نهر المسيسيبي إلى ثلاثة أقسام: أعالي المسيسيبي، الذي يبدأ مع منبع النهر وينتهي مع التقائه بنهر ميزوري، والقسم الوسط الذي يمتد من نقطة الالتقاء وحتى نهر أوهايو، والمسيسيبي الأدنى الذي يمتد من نهر أوهايو وحتى خليج المكسيك.

### أعالي المسيسيبي
يمتد الجزء الأعلى من المسيسيبي من منبعه وحتى نقطة التقائه بنهر ميزوري في مدينة سانت لويس بولاية ميزوري، وينقسم هذا الجزء من النهر إلى قسمين:
1. المنبع، الذي يمتد على مسافة 493 ميل (793 كيلومتر) من المنبع وحتى شلالات سانت أنتوني في مدينة منيابولس في ولاية مينيسوتا.
2. قناة صالحة للملاحة تتكون من سلسلة من البحيرات الاصطناعية الممتدة على مسافة 644 ميل (1069 كم) بين منيابولس وسانت لويس.

بصورة تقليدية، تعد بحيرة إيتاسكا التي تقع على ارتفاع 1475 قدمًا (450 مترًا) فوق سطح البحر في حديقة إيتاسكا الوطنية في مقاطعة كليرواتر في ولاية مينيسوتا الأمريكية، مصدر فرع أعالي المسيسيبي. أطلق اسم إيتاسكا على «المنبع الحقيقي» لنهر الميسيسيبي من خلال جمع الحروف الأربعة الأخيرة من كلمة «الحقيقة» في اللاتينية (veritas) وأول حرفين من كلمة «الرأس» (caput). مع ذلك، تتغذى البحيرة بدورها من عدة أنهار صغيرة أخرى.
من مصدره في بحيرة إيتاسكا وحتى مدينة سانت لويس بولاية ميزوري، يُنظّم تدفق نهر الميسيسيبي بالاستعانة ب 43 سدًا. يقع 14 من هذه السدود في منطقة منابع الأنهار إلى الشمال من مدينة منيابولس، وتخدم أغراض متعددة بما في ذلك توليد الطاقة والترفيه. تتواجد بقية السدود على امتداد النهر ابتداءًا من وسط مدينة منيابولس، وتشتمل جميعها على قنوات مائية، وتهدف لتحسين الملاحة التجارية على الجزء العلوي من النهر. بشكل عام، تؤثر السدود الستة والأربعين المشيدة على مجرى النهر بشكل كبير على جغرافيا الجزء العلوي من النهر وبيئته الطبيعية. ابتداءً من مدينة سانت بول في ولاية مينيسوتا وعلى طول الجزئين العلوي والسفلي من النهر، يتم التحكم بنهر الميسيسيبي بواسطة الآلاف من الأرصفة الجانبية التي تنظم تدفق النهر لضمان بقاء قناة الملاحة مفتوحة ولمنع تآكل الضفاف.
يعد سد سانت أنتوني فولز نقطة انطلاق الملاحة في نهر الميسيسيبي. قبل بناء سد كون رابيدز في مدينة كون رابيدز بولاية مينيسوتا في عام 1913، كان بإمكان السفن البخارية أن تتجه مع جريان النهر حتى مدينة سانت كلاود بولاية مينيسوتا، وذلك اعتمادًا على ظروف النهر.
يعد سد شلالات سانت أنتوني في منيابولس أعلى سد على مجرى أعالي المسيسيبي. يبلغ ارتفاع مجرى النهر فوق السد 799 قدم (244 متر)، بينما يبلغ ارتفاع النهر في الطرف الآخر من السد 750 قدم (230 متر)، ويعتبر هذا الفرق، البالغ 49 قدم (15 متر)، بين طرفي السد الأكبر بين جميع سدود نهر المسيسيبي. يعود السبب وراء هذا الانخفاض الحاد بالارتفاع إلى وجود شلال محمي بجوار الهويس وتحت ستار من الخرسانة. تعد شلالات سانت أنتوني الشلالات الوحيدة الطبيعية على كامل مجرى نهر المسيسيبي. يستمر ارتفاع المياه في مجرى المسيسيبي بالانخفاض بشكل حاد مع مرورها عبر المضيق الذي نحتته شلالات سانت أنتوني.

## لمحة تاريخية
كان هنالك بحر داخلي يغطي وسط الولايات المتحدة قبل نحو 50,000 سنة، وصرفت مياهه عبر نهر المسيسيبي وروافده في خليج المكسيك ليشكل سهولًا فيضيةً واسعةً، وهو ما أفضى إلى توسيع مساحة القارة صوب الجنوب. وبالتالي، أصبحت التربة في مناطق مثل لويزيانا غنيةً للغاية.

### الأمريكيون الأصليون
كانت شعوب الأمريكيين الأصليين التي مارست الصيد وجمع الثمار أول من استوطن منطقة حوض نهر المسيسيبي التي تعتبر واحدة من المراكز المستقلة القليلة لاستئناس النبات في تاريخ البشرية. ترجع الأدلة على بداية استنبات عباد الشمس ونبات رجل الإوز (السرمق) ونبات بلسان السباخ ونوع محلي من القرع إلى الألفية الرابعة قبل الميلاد. غدا نمط المعيشة أكثر استقرارًا بالتدريج بعد نحو عام 1000 ق.م خلال ما يعرف الآن باسم عصر الغابات، وعقب ظهور أدلة أكثر على تشييد الملاجئ وصناعة الفخار والنسيج وغيرها من الممارسات الأخرى.
نشطت شبكة من الطرق التجارية، والتي يشار إليها بنطاق تقليد هوبويل، على طول المجاري المائية في الفترة الممتدة ما بين نحو عام 200 وعام 500 بعد الميلاد، وهو ما أدى إلى نشر الممارسات الثقافية المشتركة في كافة أنحاء المنطقة الواقعة بين خليج المكسيك والبحيرات العظمى. وتبع ذلك فترة من المجتمعات الأكثر عزلة، والهيمنة التدريجية لنمط الزراعة القائم على الأخوات الثلاث (الذرة والفاصوليا والقرع) الداخلة من منطقة أمريكا الوسطى. نشأ مجتمع زراعي متقدم يشار إليه اليوم بحضارة المسيسيبي بعد نحو عام 800م. وثمة أدلة تشير إلى وجود مشيخيات معقدة متعددة الطبقات ومراكز سكانية كبيرة.
كان من أبرز هذه المراكز ما يعرف الآن باسم مدينة كاهوكيا، والتي كانت آهلةً بالسكان خلال الفترة الممتدة من نحو عام 600 وعام 1400 بعد الميلاد. تراوح عدد سكانها من 8,000 إلى 40,000 نسمة خلال أوجها؛ أي أنها كانت أكبر من مدينة لندن في إنجلترا خلال ذاك الوقت. كانت كاهوكيا وغيرها من مدن المسيسيبي الأخرى قد تبددت في الوقت الذي وقع فيه أول احتكاك مع الأوروبيين. كذلك تشير الاكتشافات الأثرية إلى تنامي الضغوط الاجتماعية.
تشمل الأمم الهندية الأمريكية الحديثة التي تسكن حوض المسيسيبي كلًا من الشايان، والسو، والأجيبوي، والبوتاواتومي، والهوتشانك، والثعلب (الميسكواكي)، والكيكابو، والتاماروا، والموينغوينا، والكوابا، والتشيكاساو.
كلمة مسيسيبي نفسها مشتقة من مسيبي، وهي النقحرة الفرنسية لاسم النهر بلسان الأنيشينابه (الأجيبوية أو الألغونكوينية) عن كلمة ميسي-زيبي (بمعنى النهر العظيم). أطلق شعب الأجيبوي على بحيرة أيتاسكا اسم أوماشكوزو-زاغايغان (بحيرة الإلكة)، وأطلقوا على النهر الذي تدفق منه اسم أوماشكوزو-زيبي (نهر الإلكة). وأطلق الأجيبوي على النهر اسم بيميجيغاماغ-زيبي (النهر من البحيرة العابرة) بعد أن صب في بحيرة بيميدجي. ويتغير اسم النهر ليصبح غا-ميسكواواكوكاغ-زيبي (نهر الأرز الأحمر) بعد أن يصب في بحيرة كاس، ومن ثم، وعند تدفقه من بحيرة وينيبيغوشيش، يغدو اسمه وينيبيغونجيش-زيبي (نهر المياه القذرة البائسة)، ويصبح اسمه غيتشي-زيبي (النهر الكبير) بعد التقائه بنهر ليتش ليك، وأخيرًا ميسي-زيبي (النهر العظيم) بعد التقاءه بنهر كرو وينغ. سمي أطول مجرى مائي يقع شمالي موضع التقاء نهر كرو وينغ بنهر غيتشي-زيبي بـ«نهر المسيسيبي»، وذلك بعد رحلات جاكومو بلترامي وهنري سكولكرافت. سميت عشيرة هنود التشيبيوا في نهر المسيسيبي، المعروفة باسم غيتشي-زيبيوينينيواغ، على اسم شق نهر المسيسيبي المعروف بغيتشي-زيبي. أما شعب الشايان، وهم من أقدم سكان الجزء العلوي من نهر المسيسيبي، فأطلقوا عليه اسم ماكسي-إيومتائي (بمعنى النهر الدهني الكبير) باللغة الشايانية. أما اسم النهر باللغة الأراباهوية فهو بيسنييسي. واسمه باللغة الباونية هو كيكاتيت.

### الاستكشاف الأوروبي
أصبح المستكشف الإسباني ألونسو ألفاريز دي بينيدا أول أوروبي يوثق وصوله إلى نهر المسيسيبي في عام 1519، وتبعه هيرناندو دي سوتو الذي بلغ النهر بتاريخ 8 مايو عام 1541، مطلقًا عليه اسم ريو ديل إسبيريتو سانتو (نهر الروح القدس)، في المنطقة المعروفة الآن باسم ولاية مسيسيبي. يعرف النهر باسم ريو مسيسيبي باللغة الإسبانية.
بدأ المستكشفان الفرنسيان لويس جولييه وجاك ماركيت باستكشاف نهر المسيسيبي خلال القرن السابع عشر. سافر ماركيت مع أحد الهنود المنتمين إلى شعب السو، والذي اسماه ني تونغو (وتعني «النهر الكبير» بلغة السو) في عام 1673. اقترح ماركيت تسميته نهر الحبل بلا دنس.
أرشد السكان الأصليون لويس جولييه إلى طريق أسرع للعودة إلى كندا الفرنسية عبر نهر إلينوي، وذلك حين كان الأخير يستكشف وادي المسيسيبي خلال القرن السابع عشر. وأشار إلى وجود قناة ربطت نهر المسيسيبي بالبحيرات العظمى، بلغ طولها «نصف فرسخ» (أي أقل من ميلين أو ثلاثة كيلومترات)، وذلك عند اكتشافه ممر شيكاغو المائي. اخترقت قناة إلينوي وميشيغان خط التقسيم القاري الذي فصل ما بين مياه البحيرات العظمى ووادي المسيسيبي عبر نهر شيكاغو في عام 1848. أسهم هذا في تسريع التنمية وغير البيئة الطبيعية لكل من وادي المسيسيبي والبحيرات العظمى إلى الأبد.
ادعى كل من رينيه-روبير كافالييه سور دو لا سال، وهنري دي تونتي سيادة فرنسا على وادي نهر المسيسيبي بأكمله في عام 1682. وأطلقوا على النهر اسم نهر كولبير، نسبةً إلى جان باتيست كولبير، واسموا المنطقة لويزيانا نسبةً إلى الملك لويس الرابع عشر. وفي 2 مارس عام 1699، أعاد بيير لو موين ديبرفيل اكتشاف مصب نهر المسيسيبي بعد وفاة لا سال. وهناك بنى الفرنسيون لا باليز، وهو حصن صغير، بقصد ضبط حركة المرور.
أسس جان-باتيست لو موان سور دي بيانفيل مدينة نيو أورلينز على طول تقوس النهر على بعد نحو 100 ميل (160 كيلومترًا) عكس مجرى النهر في عام 1718. اتبع تشييدها طراز إعادة التوطين لسنة 1711 في مدينة موبيل الواقعة في خليج موبيل، وهي عاصمة لويزيانا الفرنسية آنذاك.
باشر إتيان بيريير العمل على أول السدود المقامة على نهر المسيسيبي، مستغلًا العمال الأفارقة المستعبدين في عام 1727.

### الحرب الأهلية
كانت السيطرة على النهر أحد الأهداف الإستراتيجية بالنسبة لطرفي الحرب الأهلية الأمريكية، وذلك نظرًا لكونها جزءًا من خطة الأناكوندا الأمريكية. نجحت قوات الاتحاد القادمة باتجاه مجرى النهر في القضاء على الدفاعات الكونفدرالية في الجزيرة الرقم 10 ومدينة ممفيس بولاية تنيسي في عام 1862، في حين استولت القوات البحرية القادمة من خليج المكسيك على مدينة نيو أورلينز بولاية لويزيانا. كانت أحد آخر معاقل الكونفدرالية الرئيسية تقع على المرتفعات المطلة على النهر في مدينة فيكسبيرغ بولاية مسيسيبي، إذ أفضت حملة فيكسبيرغ التي شنها الاتحاد (ديسمبر عام 1862 - يوليو عام 1863) وسقوط بورت هدسون، إلى استكمال السيطرة على الشق الأدنى من نهر المسيسيبي. تكلل حصار فيكسبيرغ بانتصار الاتحاد في يوم 4 يوليو عام 1863. وكان هذا النصر حاسمًا في الانتصار النهائي للاتحاد في الحرب الأهلية.

## الترفيه
توجد سبعة مواقع تابعة لإدارة المتنزهات الوطنية على طول نهر المسيسيبي. تعد منطقة نهر المسيسيبي الوطنية والترفيهية الموقع الذي خصصته إدارة المتنزهات الوطنية لحماية نهر المسيسيبي. تشمل المواقع الستة الأخرى التابعة لإدارة المتنزهات الوطنية الواقعة على طول النهر (وهي مدرجة من الشمال إلى الجنوب) ما يلي:
- النصب الوطني للتلال الأثرية
- متنزه قوس غيت واي الوطني (يشمل قوس غيت واي)
- متنزه فيكسبيرغ العسكري الوطني
- متنزه ناتشيز التاريخي الوطني
- متنزه نيو أورلينز جاز الوطني التاريخي
- متنزه ومحمية جان لافيت الوطنية التاريخية